# Hans Wuerich
Hans Gerhard Wuerich Larios es un manifestante venezolano. Hans obtuvo reconocimiento internacional al protestar desnudo ante funcionarios y tanquetas de la Policía Nacional Bolivariana durante las protestas en Venezuela de 2017 el 20 de abril.

## Biografía
Durante la Segunda Guerra Mundial, sus abuelos paternos huyeron de Alemania a Argentina, y a fines de los años setenta su padre tuvo que volver a emigrar para radicarse en Venezuela por la dictadura militar de Jorge Rafael Videla. Hans es licenciado en comunicación social de la Universidad Santa María en Caracas. Nunca ha ejercido su carrera y actualmente se dedica al negocio familiar A los 27 años, durante las protestas en Venezuela el 20 de abril de 2017, se desnudó durante una protesta en la autopista Francisco Fajardo y caminó hasta subirse encima de una tanqueta de la Policía Nacional Bolivariana con una Biblia en la mano, acto que planeó con dos días de anticipación. buscando ejemplos en España, Estados Unidos y Brasil, donde algunas personas se han desnudado para protestar por injusticias. Inicialmente trató de dialogar con los policías, quienes al comienzo lo ignoraron y le lanzaron bombas lacrimógenas a los pies que esquivó, pero luego se impacientaron y le dispararon perdigones en la espalda y en algunas partes del rostro. Luego de alrededor de 20 minutos se retiró a casa, donde sus papás y una amiga le curaron las heridas. Más adelante el presidente Nicolás Maduro se burló del acto.
El 30 de mayo Hans habló en una intervención en la sesión de la Asamblea Nacional, diciendo que era necesario que las protestas en el país se llevasen a otro nivel y se mantuvieran todo el día, y pidiéndole a los funcionarios militares que reflexionasen y no atacaran más a los venezolanos que manifestaban en las calles.
Hans Wuerich fue incluido en una exposición «Somos Más, La Venezuela Posible» del artista plástico y caricaturista Eduardo Sanabria (EDO) sobre las protestas de 2017 en el Museo Vial del Paseo Enrique Eraso en el municipio Baruta, en Caracas.